# El Harrach
El-Harrach (în arabă الحراش) este o comună din provincia Alger, Algeria.
Populația comunei este de 48.869 locuitori (2008).